# Hồ Đức Việt
Hồ Đức Việt (1947-2013) là một chính khách Việt Nam. Ông là Tiến sĩ Toán lý, nguyên giảng viên - Phó Trưởng khoa Toán - Cơ, Đại học Tổng hợp Hà Nội, sau đó tham gia công tác Đoàn Thanh niên, nguyên Bí thư thứ nhất Trung ương Đoàn, nguyên Bí thư Tỉnh ủy Quảng Ninh, nguyên Bí thư Tỉnh ủy Thái Nguyên, nguyên Ủy viên Bộ Chính trị, Trưởng ban Tổ chức Trung ương.

## Tiểu sử
Ông sinh ngày 13 tháng 8 năm 1947, quê tại xã Quỳnh Đôi, huyện Quỳnh Lưu, tỉnh Nghệ An. Ông là con trai út của nhà cách mạng, liệt sĩ Hồ Mỹ Xuyên (nguyên Phó bí thư tỉnh ủy Nghệ An), cháu nội của nhà cách mạng Hồ Tùng Mậu.
Suốt thời phổ thông, học tại trường huyện, ông thường giữ vị trí số một trong cả hai môn Văn và Toán của lớp, của trường. Thành tích học tập nổi trội so với các bạn cùng trang lứa của ông đã được Sở Giáo dục và Đào tạo tỉnh Nghệ An bấy giờ phát động phong trào "Học tập, đuổi kịp và vượt Hồ Đức Việt".
Năm 1965, ông được cử đi du học đại học chuyên ngành Toán - Lý tại Trường Đại học Tổng hợp Karlova ở Praha (Univerzita Karlova v Praze), Tiệp Khắc. Ông được kết nạp Đảng Lao động Việt Nam ngày 19 tháng 10 năm 1967, và trở thành đảng viên chính thức từ ngày 19 tháng 10 năm 1968 tại Tiệp Khắc. Năm 1974, ông bảo vệ thành công xuất sắc luận án Phó Tiến sĩ chuyên ngành Toán - Lý.
Năm 1975, ông về nước và trở thành giảng viên Khoa Toán - Cơ, Trường Đại học Tổng hợp Hà Nội. Năm 1976, ông được cử làm Phó Bí thư Đoàn TNCS Hồ Chí Minh Trường Đại học Tổng hợp Hà Nội. Năm 1979, ông được bổ nhiệm làm Phó Trưởng khoa Toán - Cơ.

## Công tác Đoàn Thanh niên
Đầu năm 1980, ông được cử làm Phó Bí thư Thành Đoàn Hà Nội. Cuối năm đó, ông được cử làm thực tập sinh cao cấp tại Paris (Pháp), làm Trưởng đoàn lưu học sinh vùng Paris.
Năm 1983, ông về nước, được cử làm phó Bí thư thường trực Thành đoàn Hà Nội. Năm 1984, ông trúng cử Ủy viên Ban Chấp hành Trung ương Đoàn khóa IV. Tại Hội nghị đại biểu Hội SV toàn quốc (7/1985) đã hiệp thương thông qua danh sách BCH Trung ương Hội, Hồ Đức Việt làm Tổng thư ký; năm 1988, Hồ Đức Việt giữ trách nhiệm Chủ tịch Hội SV Việt Nam. Năm 1992, ông được bầu làm Bí thư thứ nhất Trung ương Đoàn Thanh niên Cộng sản Hồ Chí Minh khóa VI, Ủy viên Ban Chấp hành Trung ương Đảng khóa VII.

## Công tác Đảng địa phương
Năm 1996, ông được tái cử Ban Chấp hành Trung ương Đảng và được phân công giữ chức vụ Bí thư Tỉnh ủy Quảng Ninh.
Năm 1998, ông được giao giữ chức vụ Phó trưởng Ban Thường trực Ban Tổ chức Trung ương Đảng.
Năm 1999, là Bí thư Tỉnh ủy Thái Nguyên.
Từ ngày 8 tháng 8 năm 2001 đến ngày 15 tháng 1 năm 2003, ông còn kiêm nhiệm chức Chủ tịch Liên đoàn Bóng đá Việt Nam.
Năm 2002, ông là Ủy viên Ủy ban Thường vụ Quốc hội, Chủ nhiệm Ủy ban Khoa học, Công nghệ và Môi trường của Quốc hội.
Tháng 4 năm 2006, ông tái đắc cử vào Ban Chấp hành Trung ương; được Ban Chấp hành Trung ương bầu vào Bộ Chính trị. Tháng 5 năm 2006 ông được phân công giữ chức Trưởng ban Tổ chức Trung ương Đảng. Từ tháng 7 năm 2006, ông được cử làm Bí thư Trung ương Đảng thay Phạm Quang Nghị.
Tại Đại hội Đảng toàn quốc lần thứ XI (12-19/01/2011), ông không tái cử vào Ban Chấp hành Trung ương Đảng Cộng sản Việt Nam. Từ ngày 1 tháng 10 năm 2011, ông nghỉ hưu, chính thức rút khỏi chính trường.
Ông mất vào lúc 17 giờ 15 phút ngày 31 tháng 5 năm 2013 tại Hà Nội vì ung thư, tang lễ tổ chức theo nghi thức Lễ tang cấp Nhà nước.

## Tặng thưởng
- Huân chương Độc lập hạng Nhất
- Huân chương Lao động hạng Nhất
- Huân chương Kháng chiến chống Mỹ cứu nước hạng Ba
- Huy hiệu 40 năm tuổi Đảng

... và nhiều huân, huy chương cao quý khác